# Urraca di Castiglia
Urraca di Castiglia, detta la Temeraria (in basco Urraka; Burgos, 1080 circa – Saldaña, 8 marzo 1126), è stata regina di Galizia, inclusa la contea del Portogallo, dal 1107 al 1112, regina di Castiglia e León dal 1109 al 1126, regina consorte d'Aragona e di Pamplona, come moglie di Alfonso I dal 1109 al 1114.
Fu la prima sovrana europea regnante per proprio diritto.

## Biografia
Secondo il Chronicon regum Legionensium, Urraca era la figlia del re Alfonso VI e della sua seconda moglie, Costanza di Borgogna, che secondo la Ex chronico Ternociensis era figlia del conte di Charolais e di Langres, duca di Borgogna e anche conte d'Auxerre, Roberto I e di Helie di Semur..

Come riporta il documento n° XCIV della appendice II delle Antiguedades de España, Alfonso VI era il figlio terzogenito (maschio secondogenito) del re di Castiglia e re consorte di León, Ferdinando I e della regina del León e regina consorte di Castiglia, Sancha I, che, sia secondo la Historia genealógica y heráldica de la monarquía española, Volume 1, che secondo la Historia De Los Hechos De España di Rodrigo Jimenez De Rada era figlia del re di León e Castiglia Alfonso V e di Elvira Menéndez de Melanda, figlia del Conte di Portucale, il galiziano Menendo González e di sua moglie, Tutadona Moniz de Coimbra (dona Mayor).
Urraca fu erede presunta dei Regni di Castiglia e León fino al 1100, quando suo padre, Alfonso VI, riconobbe il suo figlio illegittimo, Sancho, come suo erede.

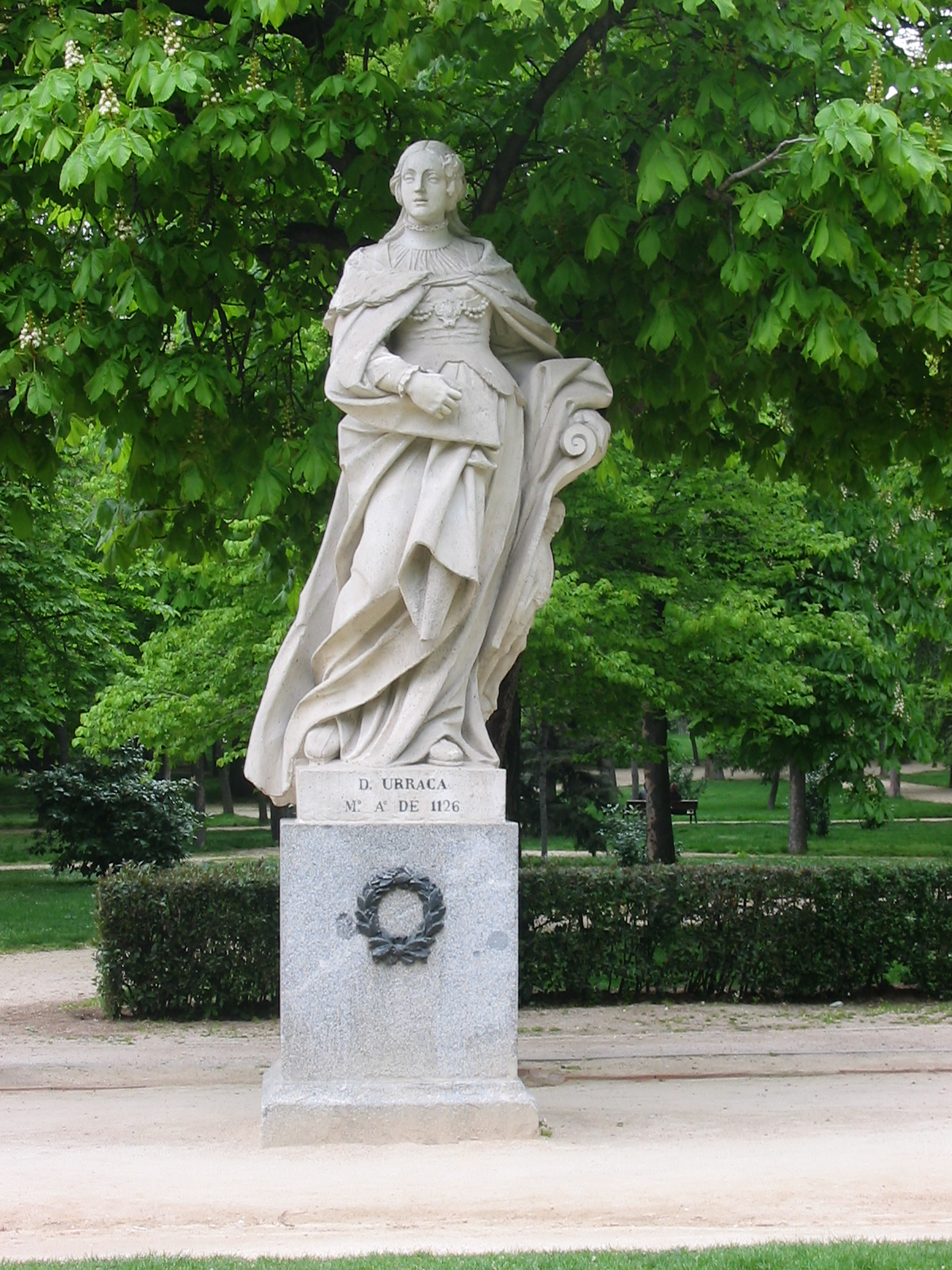
Statua della regina Urraca nel Parco del Retiro di Madrid.

### Matrimoni
Il posto di Urraca nella linea di successione la fece diventare il centro della politica dinastica, e, come conferma lo storico medievalista statunitense, Bernard F. Reilly, all'età di circa otto anni, nel 1087, fu fidanzata a un nobile francese, Raimondo di Borgogna, giunto in Leon, dopo aver abbandonato l'assedio di Tudela, assieme ai cugini, Oddone futuro duca di Borgogna ed Enrico di Borgogna, che avevano accolto l'invito dell'abate di Cluny che invitava alla guerra santa contro i Mori, dopo che l'emiro degli Almoravidi, Yūsuf ibn Tāshfīn aveva sconfitto il padre di Urraca, il re di León e Castiglia, Alfonso VI, nella battaglia di al-Zallaqa del 1086.
Il matrimonio di Urraca con Raimondo faceva parte della strategia diplomatica di Alfonso VI per avere alleanze anche al di là dei Pirenei.
Tra il 1º maggio 1092 e il gennaio 1093 Raimondo sposò Urraca, divenendo così genero del re; nel documento, n° 116, inerente una donazione (non consultato) del cartulario del Monasterio de San Salvador de Oña Urraca viene citata come figlia di Alfonso VI e moglie di Raimondo (Urraca regis filia et Reimundi comiti uxor) e nella Colección diplomatica de San Salvador de Oña 822-1284, Tomo I 822-1214.

Alfonso VI aveva concesso il governo del regno di Galizia al genero Raimondo (il documento n° V della Apendice della HISTORIA DE LA SANTtA IGLESIA DE SANTIAGO DE COMPOSTELA, tomo III, cita Raimondo, come governatore della Galizia -Comes dominus Ramundus Imperans Gallicia sub gratia Imperatoris Ildefonsi-) come conferma La web de las biografias, mentre aveva concesso, in sottordine a Raimondo, come riporta lo storico Rafael Altamira la contea di Portogallo (a sud del fiume Miño) a Enrico di Borgogna, marito di Teresa, figlia naturale di Alfonso VI] e sorellastra di Urraca, che governò la contea, praticamente in autonomia dalla Galizia, difendendola dagli attacchi dei Mori.

Secondo Reilly Raimondo ed Enrico avevano fatto un patto che prevedeva che alla morte di Alfonso VI, Raimondo avrebbe ottenuto tutti i domini di Alfonso VI e avrebbe ceduto ad Enrico il regno di Galizia e parte della taifa di Toledo, in quanto Raimondo era stato nominato governatore della città di Toledo, e nel 1098, Alfonso VI lo fece conte di Grajal.

Ancora secondo Reilly Raimondo e Urraca, dal 1102, si erano ritirati a vivere nel castello di Grajal.
Urraca rimase vedova nel 1107; Raimondo morì prima del 20 settembre, in quanto in quella data vi fu un Elogio funebre di Raimondo, come conferma il documento n° 420 delle Chartes et documents de Saint-Bénigne de Dijon : prieurés et dépendances, des origines à 1300. Tome 2.
Nel dicembre di quello stesso anno, Urraca, nel documento n° XXV della Apéndice del tomo III della Historia de la Santa Iglesia de Santiago de Compostela (Santiago), viene citata come signora di Galizia (urraca adefonsi imperatoris filia, et totius gallecie domina).
Da questa unione nacquero due figli:
- Sancha Raimúndez (prima dell'11 novembre 1095 [30] - 28 febbraio 1159, secondo il Diccionario biográfico español, Real Academia de la Historia[31]).
Sancha compare in diversi documenti di donazioni a varie chiese (tra cui due al monastero di Cluny[32][33]), prima con la madre Urraca e poi con il fratello, Alfonso Raimundez, che affiancò nella conduzione del regno[31]. Fondò, nel 1147, la chiesa di Spina a Valladolid[31].
Sopravvisse al fratello, Alfonso VII, due anni e fu sepolta nella Real Basílica di Sant'Isidoro a León[31].
- Alfonso Raimundez (1105[34] o 1106, secondo gli Annali toledani[35][36] - 21 agosto 1157) re di Galizia e re di León e Castiglia.

Essendo Urraca l'erede al trono, Raimondo pensava di succedere ad Alfonso VI sul trono di León e Castiglia e, tra il 1094 e il 1095, aveva convenuto con Enrico, come su citato, che al momento della successione gli avrebbe lasciato il regno di Galizia. Ma le cose poi andarono diversamente in quanto Alfonso, nel 1100 circa, legittimò Sancho, il suo unico figlio maschio, che divenne così l'erede al trono e Raimondo nel 1107 premorì ad Alfonso.
Nel 1108 le truppe castigliano-leonesi comandate da Álvar Fáñez erano state sconfitte a Uclés, dove il fratellastro, Sancho, nella battaglia di Uclés, era morto, come riporta il Chronicon de Cardena e Urraca era nuovamente l'erede al trono. Alfonso VI aveva riunito i nobili del Regno a Toledo e aveva annunciato che la figlia era la prescelta per succedergli. I nobili erano d'accordo con la designazione reale ma richiesero che Urraca si sposasse di nuovo. Parecchi candidati per la sua mano apparvero immediatamente, compresi i conti Gómez González e Pedro González de Lara. Alfonso VI temeva che le rivalità tra nobili castigliani e leonesi sarebbero aumentate se avesse sposato qualcuno di questi pretendenti e decise che sua figlia avrebbe sposato Alfonso I d'Aragona, aprendo l'opportunità di unire Castiglia-León con l'Aragona.

### Regno
I negoziati per il matrimonio erano ancora in corso quando Alfonso VI morì nel 1109 e Urraca divenne regina, deludendo Enrico che si aspettava il regno di Galizia. Molti dei consiglieri di Alfonso VI e dei principali magnati del regno formarono una "opposizione silenziosa" al matrimonio della regina con il re di Aragona. Secondo Bernard F. Reilly, questi magnati temevano l'influenza che il re di Aragona avrebbe potuto esercitare su Urraca e sulla politica del regno. Urraca protestò contro il matrimonio ma onorò i suoi desideri del defunto padre (e del Consiglio Reale) e continuò con le trattative matrimoniali, sebbene lei e i consiglieri più vicini a suo padre si stessero stancando delle richieste di Alfonso I. Il matrimonio ebbe luogo all'inizio di ottobre del 1109 nel Castello di Monzón de Campos, come riporta il Ex Gestis Comitum Barcinonensium. Il matrimonio di Urraca e di Alfonso I provocò quasi subito ribellioni in Galizia e gli intrighi della sua illegittima sorellastra Teresa e del cognato Enrico.

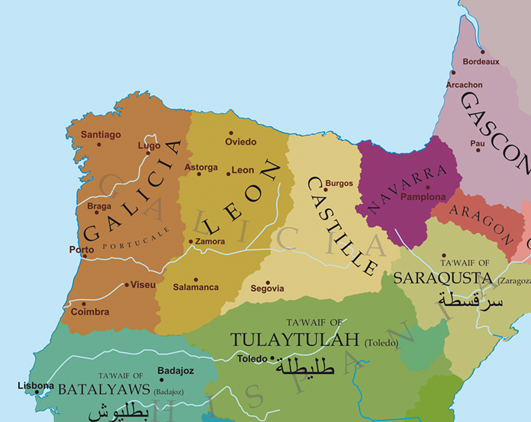
La penisola iberica, all'inizio del XII secolo. La contea del Portogallo è ancora parte del regno di Galizia.

Uno dei primi atti dei nuovi sposi fu quello di firmare un patto in base al quale i monarchi si concedevano l'un l'altro soberana potestas sui reciproci regni, dichiarando eredi di entrambi i loro futuri figli, e, nel caso in cui l'unione fosse senza figli, il coniuge superstite avrebbe dovuto succedere l'altro sul trono e Alfonso Raimundez sarebbe stato l'erede di entrambi i regni, come riporta il Diccionario biográfico español, Real Academia de la Historia. 

Fin dall'inizio, la fazione galiziana era divisa in due tendenze: una diretta da Diego Gelmírez, arcivescovo di Santiago di Compostela, che difese la posizione di Alfonso Raimúndez, figlio di Urraca e Raimondo, come successore di Urraca sul trono di Galizia, come voluto dal nonno, Alfonso VI, che tentò di far nominare Alfonso anche re di Leon e un altro guidato dal conte Pedro Fróilaz de Traba, precettore del giovane principe, che era incline alla completa indipendenza della Galizia sotto il governo di Alfonso, ma che ben presto si accordò con Gelmirez, come riporta La web de las biografias
. 
Un terzo gruppo di opposizione al matrimonio reale si trovava a corte ed era diretto dal conte Gómez González, che secondo il Diccionario biográfico español, Real Academia de la Historia era uno dei pretendenti alla mano della regina, la cui motivazione era il timore di perdere il potere, una sensazione presto confermata quando Alfonso I nominò nobili aragonesi e navarrini per importanti incarichi pubblici e amministratori delle fortezze..
Dalla Galizia il conte di Traba iniziò la prima ribellione contro i monarchi che reclamavano i diritti ereditari di Alfonso Raimúndez, cercando di condurre Alfonso in Leon, ma venne sconfitto e fatto prigioniero dagli aragonesi, che in risposta alla ribellione galiziana, guidati da Alfonso I d'Aragona, nel 1110, erano entrati in Galizia e avevano ristabilito l'ordine dopo avere sconfitto le truppe locali a Monterroso.
La ribellione galiziana contro il potere reale fu solo l'inizio di una serie di conflitti politici e militari che, con le personalità opposte di Urraca e Alfonso I e la loro avversione reciproca, diedero vita a una continua guerra civile nei regni ispanici sui seguenti anni.
Mentre la loro relazione si inaspriva Urraca accusò Alfonso di abusi fisici e nel maggio del 1110 si separò da Alfonso. In aggiunta alle sue obiezioni al modo in cui Alfonso gestiva i ribelli, la coppia ebbe un crollo per la sua esecuzione di uno dei ribelli che si era arreso alla regina, a cui la regina era incline a essere misericordiosa. Inoltre, poiché Urraca era sposata con qualcuno che nel regno non era molto amato, il figlio ed erede della regina divenne un punto di riferimento per gli oppositori al matrimonio.
Il cognato Enrico di Borgogna, nel 1110, arruolato un esercito in Francia, stipulò un accordo con Alfonso I per deporre la regina e dividersi il regno. Però una temporanea riconciliazione tra i coniugi fece fallire l'accordo. E, nel 1111, furono proclamati entrambi sovrani di Castiglia e di León mentre il giovane erede Alfonso Raimundez veniva incoronato re di Galizia.
Nel 1111 fu rinnovata la lega tra Enrico e Alfonso I che sconfissero le truppe della regina Urraca a Candespina, nei pressi di Sepúlveda, dove morì Gómez González. 

Le cronache ci raccontano di una infinita serie di conflitti tra marito e moglie e menzionano le infedeltà della regina come motivo, o pretesto, per il quale il re la rinchiuse nella fortezza aragonese di El Castellar, nei pressi di Teruel.

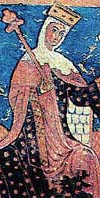
La regina Urraca

I nobili castigliani però, che non sopportavano più Alfonso I, convinsero Urraca a impegnarsi a consegnare una parte del regno a Enrico e alla sorellastra Teresa, per cui le alleanze furono ribaltate e, nel 1112, unendo le loro forze, Enrico e Urraca costrinsero Alfonso I a Peñafiel, dove lo assediarono. A questo punto a Peñafiel giunse la moglie di Enrico, Teresa, per sollecitare la sorellastra Urraca a mantenere la promessa fatta a Enrico di consegnargli una parte del regno, per l'aiuto che gli dava nella guerra contro il marito. La regina accondiscese alla divisione del suo regno; vedendo, però, che i soldati portoghesi trattavano Teresa come una regina, Urraca, indispettita, decise di fare la pace con il marito annullando il patto con Enrico e Teresa. 

Il 14 maggio 1112, Urraca è ancora separata dal marito e, nel documento n° XXVII della Apéndice del tomo III della Historia de la Santa Iglesia de Santiago de Compostela (Santiago), viene citata come regina di Spagna (urraca totius yspanie regina) e il 22 maggio dello stesso anno, però Enrico, combattendo ancora per Urraca, morì nell'assedio della città di Astorga, mentre i coniugi Urraca e Alfonso, stavano ormai rappacificandosi.
Teresa, definita dai cronisti bella e astuta, secondo Reilly, si precipitò a corte per reclamare i diritti che spettavano a lei e all'unico figlio maschio sopravvissuto al padre, Alfonso Henriquez, il futuro Conquistatore. Non ottenendo soddisfazione accusò la sorellastra di volere avvelenare il marito; l'accusa probabilmente non era del tutto infondata perché Alfonso si stava separando dalla moglie, la regina Urraca, senza perderne i possedimenti. Ma i nobili e i cittadini leonesi e castigliani si schierarono con la regina e Alfonso fu costretto a rientrare in Aragona. 

Nel 1114, come riporta la Gran enciclopedia catalana fu sancita la separazione tra Urraca e il secondo marito, Alfonso, che oltre ai suoi territori regnò su parte della Castiglia, mentre l'anno dopo il matrimonio fu annullato per consanguineità. Comunque già prima della separazione Urraca aveva un altro amante, il conte Pedro Gonzales di Lara, con cui forse qualche anno dopo celebrò delle nozze segrete e con il quale aveva avuto due figli:
- Elvira Pérez di Lara (1117-1174), sposò, in prime nozze, Garcia Perez di Trava, e in seconde nozze il conte Beltran di Risenoral[48];
- Fernando Perez di Lara, detto Furtado (1120-1156)[49].

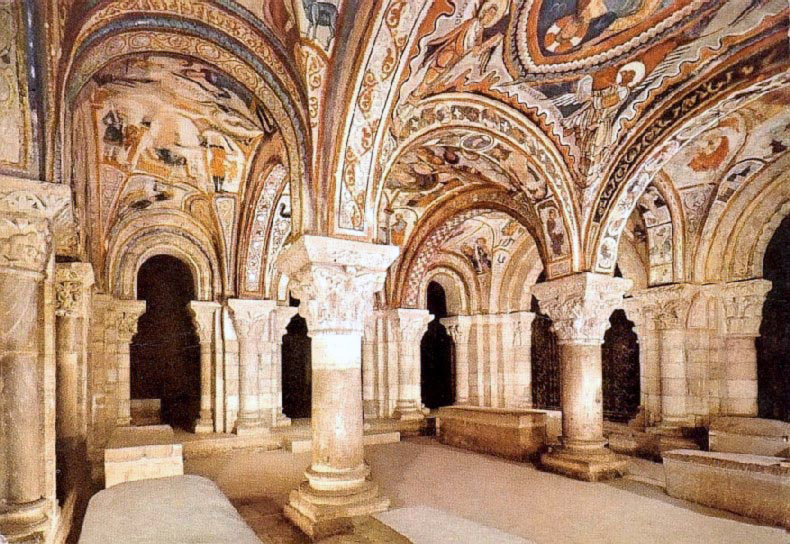
Pantheon dei Re, nella Real Basílica di Sant'Isidoro a León, dove fu sepolta la regina Urraca

Lo scioglimento del matrimonio era stato concesso dal papa Pasquale II, che inoltre lasciò a Urraca il regno di León e Castiglia. La separazione, avvenuta nel 1114 aveva dato inizio a un periodo di profonda instabilità nel regno, in una situazione di confusa guerra civile tra i sostenitori della regina, di Alfonso I, di Alfonso di Galizia (appoggiato dal potente vescovo di Compostela Diego Gelmirez) e la contessa del Portogallo Teresa, con continui cambi di alleanza tra le varie fazioni e il succedersi di ribellioni che si accesero nelle città del regno, le più importanti delle quali a Sahagún (1115) (dopo avere firmato il patto di Sahagún, si dice che la regina fosse stata umiliata e addirittura percossa dalla popolazione) e a Santiago di Compostela (1116-1117).
Nel 1121 Diego Gelmirez, promosso arcivescovo di Santiago di Compostela, dal papa Callisto II, organizzò un complotto con la complicità di Fernando Peres conte di Trava, cui partecipò anche Teresa (che in un secondo tempo divenne l'amante del conte), per portare il nipote del papa, il re di Galizia, Alfonso Raimundez sul trono al posto della madre, che immediatamente attaccò la sorellastra occupando la contea del Portogallo sino al fiume Duero. Teresa e il conte di Trava si rifugiarono nel castello di Lanhoso, dove furono assediati. Non si sa come ma Teresa riuscì a cavarsela e, riconoscendosi vassalla di Urraca, venne confermata contessa di Portogallo; quindi ricevette il dominio sui distretti di Zamora, Toro, Salamanca e Avila.

### Morte
La fase di instabilità perdurò fino alla morte della regina avvenuta nel 1126; Urraca morì, secondo il Chronica Adefonsi Imperatoris I,l'8 marzo, nel Regno di León (in un castello della località di Saldaña (Palencia), e fu tumulata a León, nel Pantheon dei Re (mausoleo) della Real Basílica di Sant'Isidoro. Secondo la Cronaca Burgense Urraca morì nel 1126 ("Era MCLXIV obiit Urraca Regina"), mentre secondo i Chronicon Compostellani Urraca morì nel castello di Saldaña durante il parto di un figlio illegittimo (apud castrum Saldaña sextos Idus Martii in Era MCLXIIII in partu adulterini filii vitam infelicem finivit), mentre secondo gli Annales Compostellani Urraca morì a Dicembre (VII ius Decemb.).

Le succedette il figlio Alfonso come Alfonso VII di Castiglia.

## Ascendenza
|                       |                       |                      | Genitori                |  |  | Nonni |  |  | Bisnonni                     |  |  | Trisnonni                    |  |
|                       |                       |                      |                         |  |  |       |  |  | Sancho III Garcés di Navarra |  |  | García II Sánchez di Navarra |  |
|                       |                       |                      |                         |  |  |       |  |  | Sancho III Garcés di Navarra |  |  | García II Sánchez di Navarra |  |
|                       |                       | Jimena Fernández     |                         |  |  |       |  |  | Sancho III Garcés di Navarra |  |  |                              |  |
| Ferdinando I di León  |                       |                      |                         |  |  |       |  |  | Sancho III Garcés di Navarra |  |  |                              |  |
|                       |                       | Munia di Castiglia   | Sancho Garcés           |  |  |       |  |  |                              |  |  |                              |  |
|                       |                       | Munia di Castiglia   | Sancho Garcés           |  |  |       |  |  |                              |  |  |                              |  |
|                       |                       | Munia di Castiglia   | Urraca Gómez            |  |  |       |  |  |                              |  |  |                              |  |
| Alfonso VI di León    |                       | Munia di Castiglia   |                         |  |  |       |  |  |                              |  |  |                              |  |
|                       |                       | Alfonso V di León    | Bermudo II di León      |  |  |       |  |  |                              |  |  |                              |  |
|                       |                       | Alfonso V di León    | Bermudo II di León      |  |  |       |  |  |                              |  |  |                              |  |
|                       |                       | Alfonso V di León    | Elvira García           |  |  |       |  |  |                              |  |  |                              |  |
| Sancha I di León      |                       | Alfonso V di León    |                         |  |  |       |  |  |                              |  |  |                              |  |
|                       |                       | Elvira Menéndez      | Menendo González        |  |  |       |  |  |                              |  |  |                              |  |
|                       |                       | Elvira Menéndez      | Menendo González        |  |  |       |  |  |                              |  |  |                              |  |
|                       |                       | Elvira Menéndez      | Tutadona                |  |  |       |  |  |                              |  |  |                              |  |
| Urraca di Castiglia   |                       | Elvira Menéndez      |                         |  |  |       |  |  |                              |  |  |                              |  |
|                       | Roberto II di Francia | Ugo Capeto           |                         |  |  |       |  |  |                              |  |  |                              |  |
|                       | Roberto II di Francia | Ugo Capeto           |                         |  |  |       |  |  |                              |  |  |                              |  |
|                       | Roberto II di Francia | Adelaide d'Aquitania |                         |  |  |       |  |  |                              |  |  |                              |  |
| Roberto I di Borgogna | Roberto II di Francia |                      |                         |  |  |       |  |  |                              |  |  |                              |  |
|                       |                       | Costanza d'Arles     | Guglielmo I di Provenza |  |  |       |  |  |                              |  |  |                              |  |
|                       |                       | Costanza d'Arles     | Guglielmo I di Provenza |  |  |       |  |  |                              |  |  |                              |  |
|                       |                       | Costanza d'Arles     | Adelaide d'Angiò        |  |  |       |  |  |                              |  |  |                              |  |
| Costanza di Borgogna  |                       | Costanza d'Arles     |                         |  |  |       |  |  |                              |  |  |                              |  |
|                       |                       | Dalmas di Samur      | Godofredo I di Samur    |  |  |       |  |  |                              |  |  |                              |  |
|                       |                       | Dalmas di Samur      | Godofredo I di Samur    |  |  |       |  |  |                              |  |  |                              |  |
|                       |                       | Dalmas di Samur      | …                       |  |  |       |  |  |                              |  |  |                              |  |
| Helie di Semur        |                       | Dalmas di Samur      |                         |  |  |       |  |  |                              |  |  |                              |  |
|                       |                       | Aremburgue           | …                       |  |  |       |  |  |                              |  |  |                              |  |
|                       |                       | Aremburgue           | …                       |  |  |       |  |  |                              |  |  |                              |  |
|                       |                       | Aremburgue           | …                       |  |  |       |  |  |                              |  |  |                              |  |
|                       |                       | Aremburgue           |                         |  |  |       |  |  |                              |  |  |                              |  |

### Fonti primarie
- (LA)  Monumenta Germaniae Historica, Scriptores, tomus IX.
- (LA)  Recueil des historiens des Gaules et de la France. Tome 11.
- (LA)  Recueil des historiens des Gaules et de la France. Tome 12.
- (LA)  Chroniques des Comtes d´Anjou et des Seigneurs d´Amboise (Paris).
- (LA)  Recueil des chartes de l'abbaye de Cluny. Tome 4 .
- (LA)  Recueil des chartes de l'abbaye de Cluny.Tome 5
- (LA)  Chronique de l'abbaye de Saint-Bénigne de Dijon.
- (LA)  Histoire de l'abbaye royale et de la ville de Tournus, avec les preuves.
- (LA)  Historia de los reyes de Castilla y de Leon, Volume 1
- (LA)  #ES cartulario del Monasterio de San Salvador de Oña.
- (LA)  Colección diplomatica de San Salvador de Oña 822-1284, Tomo I.
- (LA)  #ES España sagrada, Volume 23.
- (LA)  #ES Historia de la Santa Iglesia de Santiago de Compostela (Santiago), Tomo III.
- (EN)  The World of El Cid: Chronicles of the Spanish Reconquest, Chronicon regum Legionensium

### Letteratura storiografica
- Rafael Altamira, La Spagna (1031-1248), in "Storia del mondo medievale", vol. V, 1999, pp. 865–896.
- Ermelindo Portela Del Carmen Pallares, La reina Urraca, Donostia-San Sebastian 2006.
- Edgar Prestage, Il Portogallo nel medioevo, in «Storia del mondo medievale», vol. VII, 1999, pp. 576–610.
- (ES)  Pérez, J., Romualdo Escalona, F. (1782) Historia del real monasterio de Sahagun.
- (FR)  CHEVRIER G. et CHAUME M., Chartes et documents de Saint-Bénigne de Dijon : prieurés et dépendances, des origines à 1300. Tome 2.
- (EN)  The Kingdom of León-Castilla under King Alfonso VI
- (EN)  The Kingdom of León-Castilla under Queen Urraca
- (EN)  Chronica Adefonsi Imperatoris